# Keltonia clinopodii
Keltonia clinopodii är en insektsart som beskrevs av Kelton 1966. Keltonia clinopodii ingår i släktet Keltonia och familjen ängsskinnbaggar. Inga underarter finns listade i Catalogue of Life.